# Schmackes
Schmackes ist eine Kölner Mundart-Band. Die meisten Titel werden in kölscher Sprache vorgetragen. Die Band ist nicht zu verwechseln mit der Darmstädter Gruppe „Schmackes“, die Klezmer und Balkanmusik spielt.

## Besetzung
Die Band besteht aus der Sängerin und Songschreiberin Annette Fuchs, den Musikern Markus Gantenberg, Rudi Rumstajn und Oliver Bahr, sowie dem Filmemacher Arne Birkenstock. Sie wird bei den meisten Konzerten außerdem von Hayriye Zorlu als zweiter Sängerin unterstützt.

## Bandgeschichte
Die Band um Text- und Tondichterin Annette Fuchs fand im Herbst 2005 zusammen. Im Sommer 2009 formierte sich die Band in der heutigen Besetzung neu. Mit ihrem Debüt „Dä Nubbel“ landete das junge Ensemble gleich einen großen Erfolg beim Mitsing-Contest „Loss mer singe“ (3× Platz 1) und den „Top Jeck“-Charts von Radio Köln 107,1 (Platz 7). Ein weiterer Höhepunkt der Karnevalssession 2005/2006 war die Auszeichnung „Newcomer 2006“ von Radio Köln, die der Kapelle an Weiberfastnacht 2006  auf dem Severinskirchplatz vor 8.000 Zuschauern überreicht wurde. Im Dezember 2006 unterschrieb Schmackes einen Plattenvertrag beim neu gegründeten Label Rhingtön, einem Tochterlabel von EMI Electrola.
Mit dem Song Fastelover landete die Band 2008 einen weiteren Erfolg bei Loss mer Singe. Peter Brings von Brings unterstützte die Kölner Band bei ihrer Maxi-CD Fastelover als männlicher Gesangspart und nahm mit Schmackes an der Närrischen Hitparade 2008 des WDR teil.
Weitere bei dem EMI-Tochterlabel Rhingtön veröffentlichten Singles waren „Ölölö“ und „Blücherpark“.
Im Sommer 2009 formierte sich die Band in der heutigen Besetzung um die Bandgründerin Annette Fuchs neu. Das Lied „Ölölö“ wurde zu „Kölün-Kölölö“ umgeschrieben, auch der Song „Äsch un Some“ wurde neu arrangiert und ganz neu entstanden ist die Samba „Et schödd wie et kütt“. Die Band spielte in der Session 2010 vor 1000 Zuschauern auf der Loss mer singe - Sitzung im Kölner Tanzbrunnen und vor 850 Zuschauern auf der Humba-Party im Kölner Gloria. Dort begleitete Schmackes auch den Kölner Rock-Barden Gerd Köster.

## Diskografie
- 2005: Dä Nubbel (Single)
- 2007: Fastelover (Single)
- 2008: Ölölö (Single)
- 2008: Blücherpark (Single)
- 2009: Et schödd wie et kütt (Single)